# 큰볏말뚝망둥어
큰볏말뚝망둥어 (Periophthalmus magnuspinnatus LEE, CHOI and RYU)는 한국고유종 민물고기이다.

## 외형
큰볏말뚝망어는 등지느러미 두개인 9cm 정도인 흑갈색빛의 긴 몸을 지니고 있으며, 꼬리 부분으로 갈수록 옆으로 납작해진다. 뺨을 제외한 몸 전체가 비늘로 덮여 있다. 눈 사이 간격은 매우 좁고 외부로 돌출되어 있다. 둥근 주둥이에는 이빨이 있고 혀가 둥근 모양이다. 수컷의 등지느러미가 암컷 보다 길며 생식기는 뾰족한 반면, 암컷은 삼각형이다.

## 분포 지역
큰볏말뚝망둥어는 연안이나 강 하구 기수역의 개펄 바닥에서 산다. 대한민국 전남 승주군을 포함한 남해안과 서해안으로 유입되는 강 하구와 인접 연안 지역 등에 분포한다.

## 같이 보기
- 망둑어과
- 말뚝망둥어